# Mima Jaušovec
Mima Jaušovec (født 20. juli 1956 i Maribor, Jugoslavien) er en tennisspiller fra Slovenien, som i sin aktive karriere repræsenterede Jugoslavien. Hun var en af verdens bedste kvindelige tennisspillere i slutningen af 1970'erne og begyndelsen af 1980'erne og vandt i løbet af sin karriere to grand slam-titler: French Open-mesterskabet i damesingle i 1977 og i damedouble i 1978 med Virginia Ruzici som makker.
Hun vandt seks WTA-turneringer i single, bl.a. tre store titler på grus: Internazionali d'Italia i 1976, Canadian Open i 1976 og German Open i 1978. Hun vandt endvidere 11 WTA-doubletitler.
Jaušovec opnåede sin bedste placering på WTA's verdensrangliste i damesingle den 22. marts 1982, hvor hun var placeret på 6.-pladsen.